# 米兰普尔
米兰普尔（Miranpur），是印度北方邦Muzaffarnagar县的一个城镇。总人口26101（2001年）。

## 人口
该地2001年总人口26101人，其中男性13752人，女性12349人；0—6岁人口4896人，其中男2650人，女2246人；识字率53.31%，其中男性为60.89%，女性为44.87%。